# Eleição presidencial na Somalilândia em 2010
As eleições presidenciais na Somalilândia de 2010 foram realizadas em 26 de junho.

## Instablidade e adiamento
A instabilidade nas províncias somalis de Sanaag e Sool que vem gerando conflitos na região há anos causaram um adiamento do pleito (antes previsto para 31 de agosto de 2008) para março e posteriormente abril de 2009.

## Resultados
| Candidato                                                             | Vice               | Partido         | Votos         | %             |
| --------------------------------------------------------------------- | ------------------ | --------------- | ------------- | ------------- |
| Ahmed Mohamed Mahamoud                                                | Abdirahman Saylici | KULMIYE         | 266.906       | 49,59         |
| Dahir Riyale Kahin                                                    | Ahmed Yusuf Yasin  | UDUB            | 178.881       | 33,23         |
| Faysal Cali Warabe                                                    | Mohammad Rashid    | UCID            | 92.459        | 17,18         |
| Votos válidos                                                         | Votos válidos      | Votos válidos   | 538.246       | 100,00        |
| Votos inválidos                                                       | Votos inválidos    | Votos inválidos | não informado | não informado |
| Total                                                                 | Total              | Total           | 538.246       | 100,00        |
| Eleitores                                                             | Eleitores          | Eleitores       | 1,069,914     | 50.31         |
| Fonte: Somalilandpress Somaliland National Electoral Commission (PDF) |                    |                 |               |               |